# Ivet Lalova-Collio
Ivet Miroslavova Lalova-Collio (in bulgaro Ивет Мирославова Лалова?; Sofia, 18 maggio 1984) è una velocista bulgara.
In carriera si è laureata campionessa europea dei 100 metri piani a Helsinki 2012 e campionessa europea indoor dei 200 metri piani a Madrid 2005. Nel 2004 si è classificata 4ª nei 100 metri piani ai Giochi olimpici di Atene 2004.

## Biografia
È sposata con il velocista italiano Simone Collio.

### Carriera
Il suo 10"77 sui 100 metri piani stabilito a Plovdiv il 19 giugno 2004, oltre ad essere primato nazionale bulgaro, costituisce la 10ª miglior prestazione mondiale di ogni epoca, e la migliore di un'atleta bianca, ex aequo con la russa Irina Privalova.
Il 14 giugno 2005, all'età di soli 21 anni, un serio incidente ne compromise seriamente la carriera. Scontratasi in allenamento con una collega, subì la frattura del femore e dovette restare lontano dalle competizioni per poco meno di due anni.
Il 9 giugno 2011 torna una vittoria importante in una tappa della IAAF Diamond League 2011, con un buon 11"01 ottenuto al Meeting di Oslo.

## Record nazionali

### Seniores
- 100 metri piani: 10"77 ( Plovdiv, 19 giugno 2004)
- 200 metri piani indoor: 22"91 ( Madrid, 6 marzo 2005)

## Progressione

### 100 metri piani
| Stagione | Risultato | Luogo    | Data      | Rank. Mond. |
| -------- | --------- | -------- | --------- | ----------- |
| 2011     | 10"96     | Sliven   | 2-7-2011  | 7ª          |
| 2010     | 11"43     | Retimo   | 7-7-2010  | -           |
| 2009     | 11"48     | Berlino  | 16-8-2009 | -           |
| 2008     | 11"31     | Biberach | 28-6-2008 | 71ª         |
| 2007     | 11"26     | Belgrado | 29-5-2007 | 51ª         |
| 2005     | 11"03     | Ostrava  | 9-6-2005  | 6ª          |
| 2004     | 10"77     | Plovdiv  | 19-6-2004 | 1ª          |
| 2003     | 11"14     | Sofia    | 14-6-2003 | 18ª         |
| 2002     | 11"59     | Sparta   | 1-8-2002  | -           |
| 2001     | 11"72     | Sofia    | 23-6-2001 | -           |

## Palmarès
| Anno | Manifestazione   | Sede           | Evento      | Risultato        | Prestazione | Note                                     |
| ---- | ---------------- | -------------- | ----------- | ---------------- | ----------- | ---------------------------------------- |
| 2001 | Mondiali allievi | Debrecen       | 200 m piani | 4ª               | 24"39       |                                          |
| 2003 | Europei juniores | Tampere        | 100 m piani | Oro              | 11"43       | [ 6 ]                                    |
| 2003 | Europei juniores | Tampere        | 200 m piani | Oro              | 22"88       | [ 6 ]                                    |
| 2004 | Giochi olimpici  | Atene          | 100 m piani | 4ª               | 11"00       |                                          |
| 2004 | Giochi olimpici  | Atene          | 200 m piani | 5ª               | 22"57       |                                          |
| 2005 | Europei indoor   | Madrid         | 200 m piani | Oro              | 22"91       | Record nazionale                         |
| 2007 | Mondiali         | Osaka          | 100 m piani | Quarti di finale | 11"33       |                                          |
| 2008 | Mondiali indoor  | Valencia       | 60 m piani  | Semifinale       | 7"31        | Miglior prestazione personale stagionale |
| 2008 | Giochi olimpici  | Pechino        | 100 m piani | Semifinale       | 11"51       |                                          |
| 2008 | Giochi olimpici  | Pechino        | 200 m piani | Quarti di finale | 23"15       |                                          |
| 2009 | Mondiali         | Berlino        | 100 m piani | Quarti di finale | 11"54       |                                          |
| 2009 | Mondiali         | Berlino        | 200 m piani | Batteria         | 23"60       | Miglior prestazione personale stagionale |
| 2010 | Mondiali indoor  | Doha           | 60 m piani  | Semifinale       | 7"41        |                                          |
| 2010 | Europei          | Barcellona     | 100 m piani | Batteria         | 11"58       |                                          |
| 2010 | Europei          | Barcellona     | 4×100 m     | Batteria         | 44"72       |                                          |
| 2011 | Mondiali         | Taegu          | 100 m piani | 7ª               | 11"27       | [ 7 ]                                    |
| 2011 | Mondiali         | Taegu          | 200 m piani | Semifinale       | 23"03       |                                          |
| 2012 | Mondiali indoor  | Istanbul       | 60 m piani  | 8ª               | 7"27        |                                          |
| 2012 | Europei          | Helsinki       | 100 m piani | Oro              | 11"28       |                                          |
| 2012 | Europei          | Helsinki       | 200 m piani | Semifinale       | 23"26       |                                          |
| 2012 | Giochi olimpici  | Londra         | 100 m piani | Semifinale       | 11"31       |                                          |
| 2012 | Giochi olimpici  | Londra         | 200 m piani | Semifinale       | 22"98       | Miglior prestazione personale stagionale |
| 2013 | Europei indoor   | Göteborg       | 60 m piani  | Bronzo           | 7"12        | Miglior prestazione personale            |
| 2013 | Mondiali         | Mosca          | 100 m piani | Semifinale       | 11"10       |                                          |
| 2013 | Mondiali         | Mosca          | 200 m piani | Semifinale       | 22"81       |                                          |
| 2014 | Europei          | Zurigo         | 100 m piani | 5ª               | 11"33       |                                          |
| 2014 | Europei          | Zurigo         | 200 m piani | Semifinale       | 23"30       |                                          |
| 2014 | Europei          | Zurigo         | 4×100 m     | Batteria         | 44"53       |                                          |
| 2015 | Europei indoor   | Praga          | 60 m piani  | Semifinale       | 7"27        |                                          |
| 2015 | Mondiali         | Pechino        | 100 m piani | Semifinale       | 11"13       |                                          |
| 2015 | Mondiali         | Pechino        | 200 m piani | 7ª               | 22"41       |                                          |
| 2016 | Europei          | Amsterdam      | 100 m piani | Argento          | 11"20       |                                          |
| 2016 | Europei          | Amsterdam      | 200 m piani | Argento          | 22"52       | Miglior prestazione personale stagionale |
| 2016 | Giochi olimpici  | Rio de Janeiro | 100 m piani | Semifinale       | dns         |                                          |
| 2016 | Giochi olimpici  | Rio de Janeiro | 200 m piani | 8ª               | 22"69       |                                          |
| 2017 | Mondiali         | Londra         | 100 m piani | Semifinale       | 11"25       | Miglior prestazione personale stagionale |
| 2017 | Mondiali         | Londra         | 200 m piani | Semifinale       | 22"96       |                                          |
| 2018 | Europei          | Berlino        | 200 m piani | 5ª               | 22"82       |                                          |
| 2019 | Mondiali         | Doha           | 200 m piani | 7ª               | 22"77       |                                          |
| 2021 | Giochi olimpici  | Tokyo          | 200 m piani | Batteria         | 23"39       | Miglior prestazione personale stagionale |

## Altre competizioni internazionali
2004
- 7ª alle IAAF World Athletics Final ( Monaco), 100 m piani - 11"28
- 7ª alle IAAF World Athletics Final ( Monaco), 200 m piani - 23"37

2007
- 7ª alle IAAF World Athletics Final ( Stoccarda), 100 m piani - 11"59